# Crónica de un desayuno
Crónica de un desayuno és una pel·lícula mexicana de 1999, dirigida per Benjamín Cann. La pel·lícula és protagonitzada per Bruno Bichir com el germà carismàtic Marcos i María Rojo com la mamà novament enamorada. Està basada en una obra de teatre de Jesús González Dávila.

## Sinopsi
La història es construeix a primeres hores (a matí) amb diversos personatges i múltiples problemes. Apareix en escena un travestí i un galant madur que usa perruquí i és fanàtic dels trens. Una parella a punt d'una tragèdia. Una família disfuncional que resideix a la Ciutat de Mèxic. El pare «Pedro» (José Alonso), torna amb la seva família «rara» després d'haver-los deixat i els seus fills Blanca (Fabiana Perzabal), Teo (Miguel Santana) i Marcos s'adonen que papà ha tornat i comencen a desenvolupar idees diferents (però similars) sobre el significat del retorn del seu pare. Blanca i Marcos estan molt molestos per això i Blanca arriba a proposar-li a Marcos que servei al seu pare, fins a cops si és que és necessari. Minuts després Blanca decideix abandonar la llar i després d'ordenar un taxi es retira de la seva casa abans que mamà desperti. Mentrestant, els veïns de la família estan ocupats en els seus propis embolics.

## Repartiment
- Odiseo Bichir	...	Roberto
- Eduardo Palomo	...	Juan
- José Alonso	...	Pedro
- Luis de Icaza	...	Voceador
- Miguel Santana	...	Teo
- Bruno Bichir		...	Marcos
- Angélica Aragón	...	Estela
- Fabiana Perzabal		...	Blanca
- Roberto Sosa	...	Chavo Pelo Rojo
- Claudette Maillé	...	Eugenia
- Adriana Roel	...	Doña Lupe
- Héctor Bonilla	...	Ernesto
- Arcelia Ramírez	...	Yolanda
- María Rojo	...	Luz María

## Premis
Premi Ariel (2001)
| Categoria                    | Persona                                         | Resultat  |
| ---------------------------- | ----------------------------------------------- | --------- |
| Millor Actor                 | Bruno Bichir                                    | Nominat   |
| Millor Coactuació Masculina  | José Alonso                                     | Guanyador |
| Millor Coactuación Femenina  | Fabiana Perzábal                                | Nominada  |
| Millor actriu de repartiment | Julieta Egurrola                                | Nominada  |
| Millor Guió Adaptat          | Sergio Smuckler                                 | Guanyador |
| Millor edició                | Benjamín Cann                                   | Nominat   |
| Millor so                    | Antonio Diego, Lena Esquenazi, Leonardo Heiblum | Nominat   |
| Millor vestuari              | Adriana Olivera Pontelín, Bertha Romero         | Nominat   |
| Millor maquillatge           | Elvia Romero                                    | Nominat   |